# Militäreinsatz
Als Militäreinsatz oder Einsatz bezeichnet man in Deutschland verfassungsrechtlich die Verwendung der Streitkräfte als Mittel der vollziehenden Gewalt unter Ausübung von hoheitlichem Zwang. In anderen Staaten ist der Einsatzbegriff mitunter weitergefasst und beschreibt auch reine Amtshilfeleistungen durch Streitkräfte.

## Deutschland

### Rechtsgrundlagen
Militäreinsätze der Bundeswehr basieren in Deutschland verfassungsrechtlich unmittelbar auf Art. 87a (Aufstellung und Aufgaben von Streitkräften) und Art. 35 (Zusammenwirken von Behörden, Polizei und Streitkräften) des Grundgesetzes (GG) sowie mittelbar nach einem Urteil des Bundesverfassungsgerichtes auch auf Art. 24 (Übertragung von Hoheitsrechten auf internationale Organisationen). Demnach dürfen Streitkräfte in folgenden vier Fällen zum Einsatz kommen:
- zur Verteidigung – dazu zählen im Inland die Landesverteidigung sowie im Ausland die Bündnisverteidigung im Rahmen der NATO, Friedensmissionen und humanitäre Interventionen der UNO und EU sowie der Schutz und die Evakuierung bedrohter Deutscher im Ausland (Art. 87a Abs. 1 GG und Art. 24 Abs. 2 GG);
- zum Schutz ziviler Objekte (sog. kritische Infrastruktur) und zur Verkehrsregelung im Spannungs- oder Verteidigungsfall (Art. 87a Abs. 3 GG);

In den beiden vorgenannten Fällen stellt im Regelfall auf Antrag der Bundesregierung der Bundestag (mit Zustimmung des Bundesrates) den Verteidigungsfall fest bzw. beschließt einen Auslandseinsatz gemäß Parlamentsbeteiligungsgesetz. Besteht Gefahr im Verzug, gelten gesonderte Regelungen.
- zur Abwehr einer drohenden Gefahr für den Bestand oder die freiheitliche demokratische Grundordnung des Bundes oder eines Landes (sog. Innerer Notstand, Art. 87a Abs. 4 GG);
- zur Aufrechterhaltung oder Wiederherstellung der öffentlichen Sicherheit oder Ordnung bei Naturkatastrophen oder besonders schweren Unglücksfällen (Art. 35, Abs. 2 und 3, GG).

Im ersten der beiden vorgenannten Fälle (Art. 87a Abs. 4 GG) entscheidet die Bundesregierung als Kollegialorgan (mit Vetorecht von Bundestag und Bundesrat) über einen Militäreinsatz zur Gefahrenabwehr. Im zweiten Fall (Art. 35 Abs. 2 und 3 GG) entscheidet die Bundesregierung über den Militäreinsatz auf Antrag einer Landesregierung oder (wenn mehrere Länder betroffen sind) eigenständig, dann jedoch unter Vetorecht des Bundesrates. In beiden Fällen unterstehen die Streitkräfte den unterstützten Polizeikräften und sind verpflichtet, den Einsatz „spezifisch militärischer Kampfmittel“ (z. B. Kriegswaffen) auf das Mindestmaß zu beschränken, das zur wirksamen Bekämpfung der bestehenden Gefahr erforderlich ist.

### Militäreinsätze im Inland
Militäreinsätze der Bundeswehr im Inland im Sinne des verfassungsrechtlichen Einsatzbegriffes des Grundgesetzes hat es bisher nicht gegeben.
Alle Hilfeleistungen bei Naturkatastrophen durch die Bundeswehr erfolgten stets im Rahmen der Amtshilfe (Art. 35, Abs. 1, GG) ohne hoheitliche Befugnisse. Zuständig ist hierbei das Territoriales Führungskommando der Bundeswehr. Dabei werden die abkommandierten Truppenteile fachlich den zivilen Einsatzleitern vor Ort unterstellt, welche durch Verbindungskommandos unterstützt und beraten werden. Umgangssprachlich werden diese Hilfeleistungen trotzdem häufig den Bundeswehr-Einsätzen zugerechnet in Analogie zum zivilen Einsatzbegriff.
Auch Eigensicherungsmaßnahmen im Inland zur Verhinderung von Straftaten oder Eingriffen in den Dienstbetrieb gemäß Gesetz über die Anwendung unmittelbaren Zwanges und die Ausübung besonderer Befugnisse durch Soldaten der Bundeswehr und verbündeter Streitkräfte sowie zivile Wachpersonen gelten verfassungsrechtlich nicht als Militäreinsatz, auch nicht bei der Sicherung von zeitweilig eingerichteten besonderen militärischen Sicherheitsbereichen außerhalb stationärer militärischer Bereiche.

### Militäreinsätze im Ausland

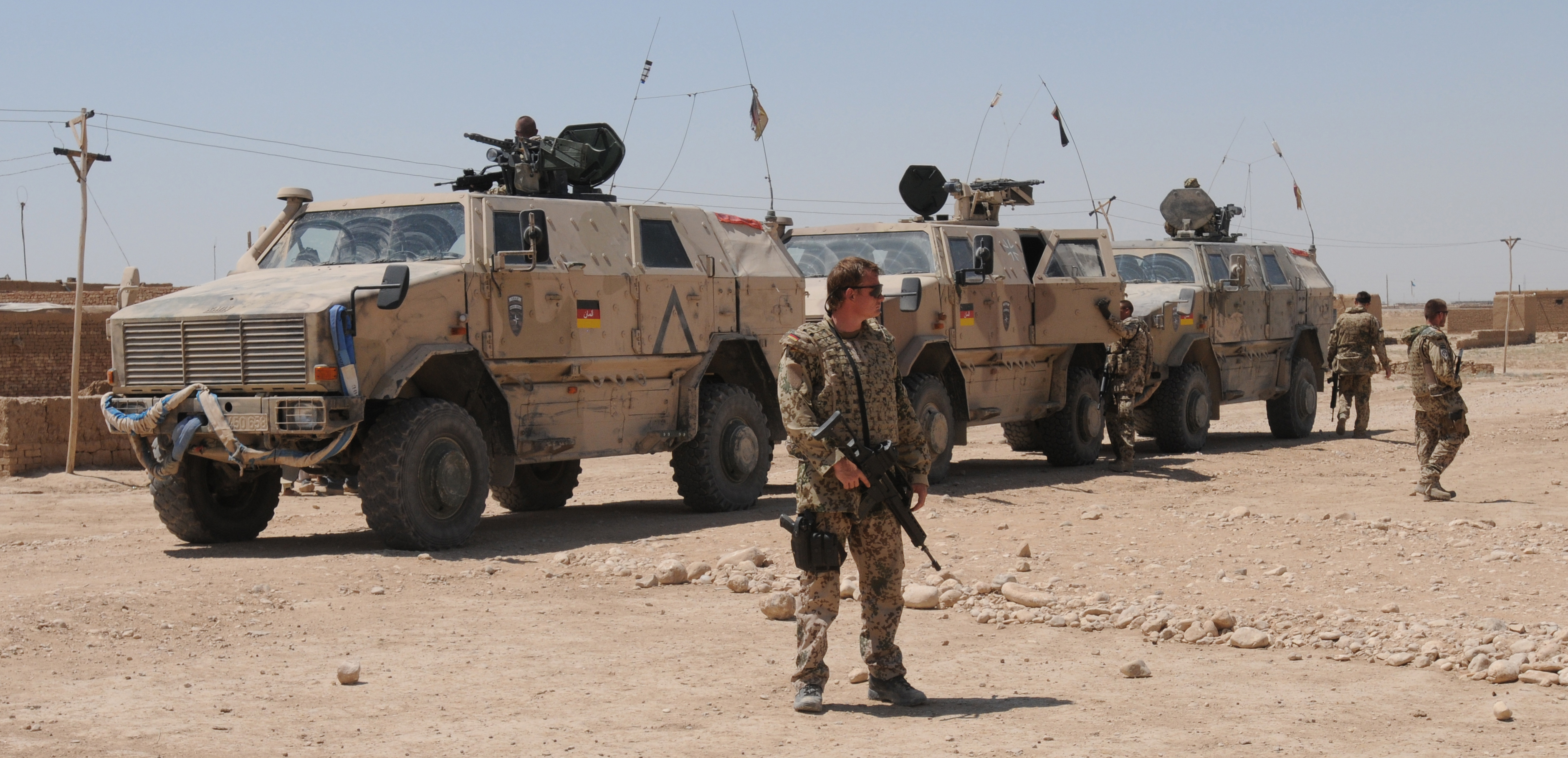
Deutsche ISAF-Patrouille mit drei ATF Dingo bei Mazar-e-Sharif

Seit 1960 hat die Bundeswehr weltweit bisher insgesamt an über 130 Auslandseinsätzen teilgenommen. Die Einsätze werden durch das Einsatzführungskommando der Bundeswehr geleitet.

## Österreich
In Österreich regeln die Artikel 9a sowie 79 bis 81 des Bundes-Verfassungsgesetzes grundsätzliche Angelegenheiten der Landesverteidigung. Demnach kann das Bundesheer für folgende Aufgaben zum Einsatz kommen:
- Landesverteidigung;
- Schutz der verfassungsmäßigen Einrichtungen und ihrer Handlungsfähigkeit sowie der demokratischen Freiheiten der Einwohner;
- Aufrechterhaltung der Ordnung und Sicherheit im Inneren überhaupt;
- Hilfeleistung bei Elementarereignissen und Unglücksfällen außergewöhnlichen Umfanges.

Das Bundesheer befindet sich derzeit (Dez. 2015) in 15 Auslandseinsätzen, dabei spielen KFOR (Kosovo), EUFOR Althea (Bosnien) und UNIFIL (Libanon) die größte Rolle bezüglich der Einsatzstärke.

## Schweiz
Nach Art. 58 der Bundesverfassung der Schweizerischen Eidgenossenschaft dient die Schweizer Armee der Kriegsverhinderung und trägt bei zur Erhaltung des Friedens; sie verteidigt das Land und seine Bevölkerung. Sie unterstützt die zivilen Behörden bei der Abwehr schwerwiegender Bedrohungen der inneren Sicherheit und bei der Bewältigung anderer ausserordentlicher Lagen.
Einsätze im Inland in Friedenszeiten erfolgen üblicherweise als subsidiäre Sicherungseinsätze oder Katastrophenhilfe im Assistenzdienst (unvereidigt).
Der erste Auslandseinsatz der Schweizer Armee in jüngerer Zeit fand ab 1953 im Koreakrieg statt. Seitdem sind Schweizer Soldaten regelmäßig an friedensfördernden Einsätzen (z. B. im Rahmen von Swisscoy im Kosovo) und in der Kampfmittelbeseitigung weltweit beteiligt. Gleichwohl sorgen die Auslandseinsätze angesichts des Neutralitätsgebots der Verfassung immer wieder für Diskussionen in der Schweizer Öffentlichkeit.